# ジグナル・イドゥナ・パルク
ジグナル・イドゥナ・パルク（Signal Iduna Park, [zɪɡˌnaːl ʔiˈduːnaː ˌpaʁk]）は、ヴェストファーレンシュタディオン（Westfalenstadion, [vɛstˈfaːlnˌʃtaːdi̯ɔn]）としても知られるドイツ・ドルトムントのサッカー専用スタジアム。ボルシア・ドルトムントのホームスタジアムとして使用されている。UEFA大会ではBVBスタジアム・ドルトムント（BVB Stadion Dortmund）として知られる。

## 名称
旧称ヴェストファーレンシュタディオン（Westfalenstadion）は「ヴェストファーレン・スタジアム」という意味のドイツ語である。ヴェストファーレンは、スタジアムの所在地であるノルトライン＝ヴェストファーレン州東部が旧ヴェストファーレン州(ヴェストファーレン地方)であることに由来している。かつてのドイツザクセン公国時代、国の西半分を「ヴェストファーレン(西ファーリア)」と呼んでいたことから、ワールドカップのスタジアム建設時の国名「西ドイツ」を古風に表した命名にもなっている。
2005年に、ドイツの大手生命保険会社ジグナル・イドゥナが命名権を買収し、「ジグナル・イドゥナ・パルク」に改名された。

## 歴史
1974年、西ドイツW杯の会場として完成。収容人員数は68,600人（改修により、83,000人に増員された）で、ドイツ・ブンデスリーガ・ボルシア・ドルトムントのホームスタジアム（本拠地）として使用されている他、ドイツ代表をはじめとした国際試合でも度々使用され、日韓W杯ヨーロッパ予選のプレーオフ・ウクライナ戦などが開催された。
2006年のドイツW杯では、グループリーグの日本対ブラジル戦や準決勝ドイツ対イタリアなど、6試合がこのスタジアムで開催された。この際、FIFA主催の国際大会のルールにより、「FIFAワールドカップスタジアム・ドルトムント」と呼ばれた。

## 特徴
このスタジアムの名物はホーム側ゴール裏スタンド。全て立ち見席であり、このスタンドだけで22,000人を収容できる。ドルトムントが試合を行うと、この一角は黄色いユニフォームを纏ったサポーターで一面びっしりと埋まるため、ゲルベ・ヴァント（die gelbe Wand、黄色い壁）と呼ばれる。2014-15シーズンにはドルトムントが平均観客動員数が80,463人で欧州一となった。

## ギャラリー

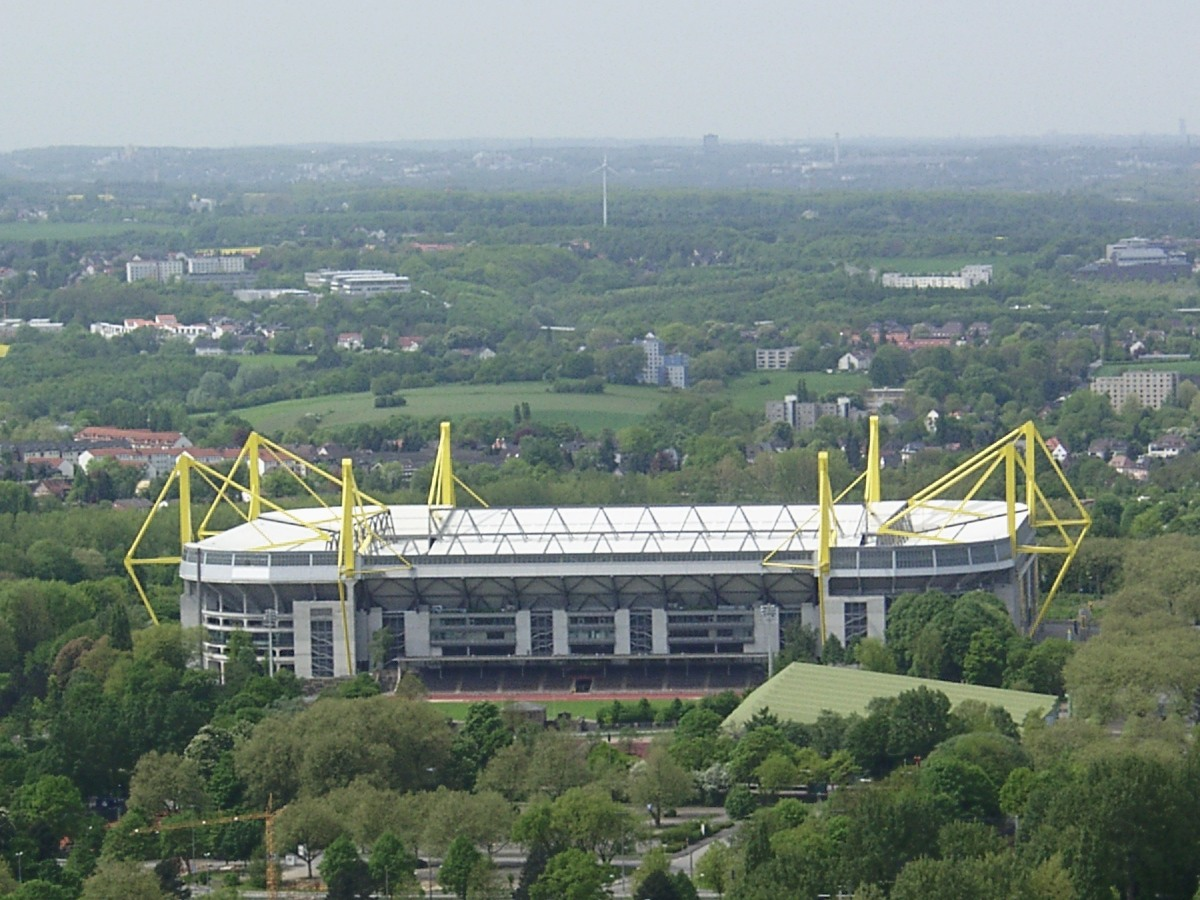
スタジアム外観
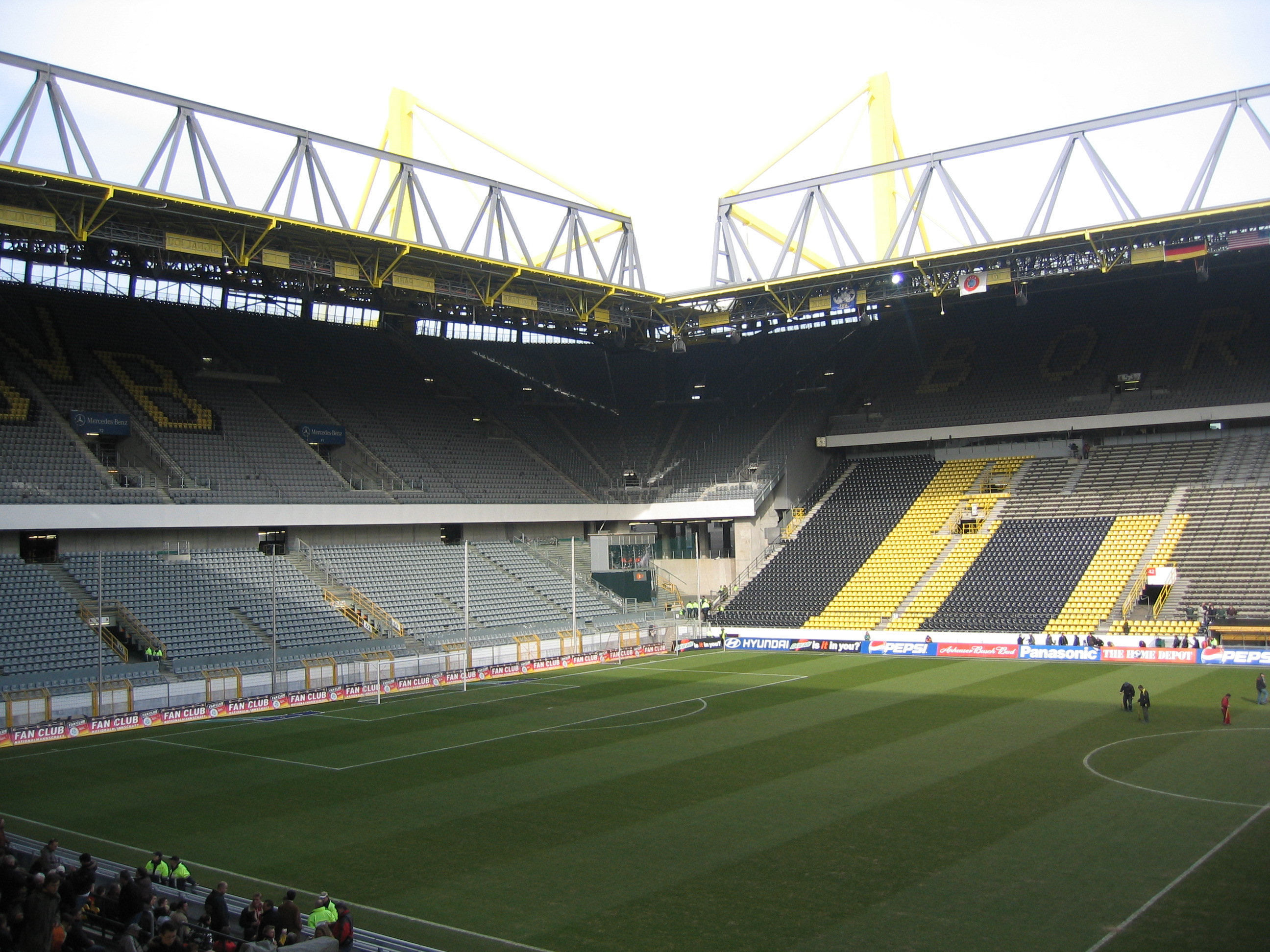
スタジアム内部
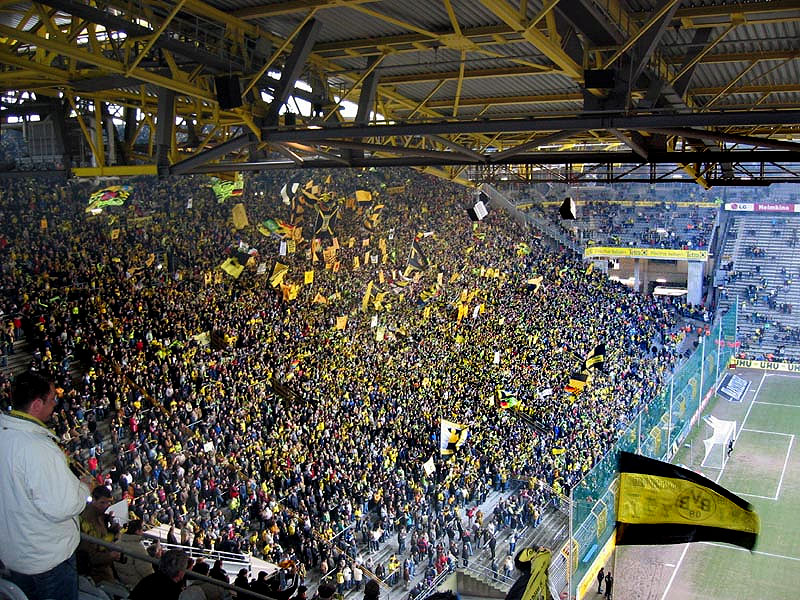
ゴール裏
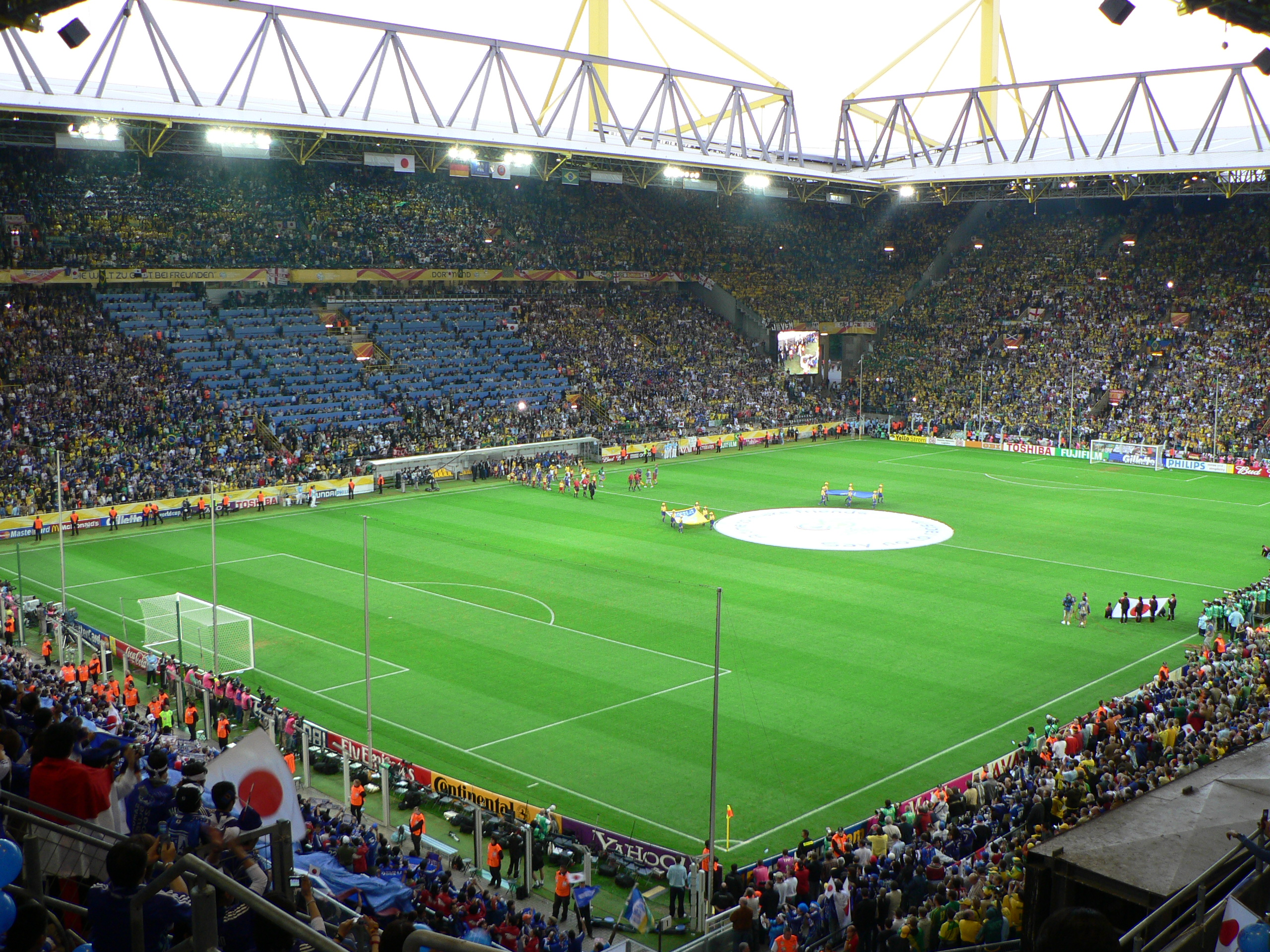
2006WC 日本-ブラジル